# Albulapas
De Albulapas (Graubünden, Zwitserland) verbindt het dal van de Albula-rivier met het Engadindal. De pasweg loopt parallel aan de zuidelijker gelegen Julierpas die drukker bereden wordt en het gehele jaar geopend is. De Albulapas is van eind oktober tot begin mei gesloten vanwege de hevige sneeuwval. Aan de westzijde rijden ook de treinen over de kunstig aangelegde Albulabahn. Bij Preda liggen 4 hoge viaducten en een aantal keertunnels om de trein snel hoogte te kunnen laten winnen. Over dit traject rijden de treinen vanuit Thusis en Davos naar Sankt Moritz. Even voor de pashoogte duikt het spoor in een tunnel om er in het Val Bever weer uit te komen. De verkeersweg is aan de oostzijde aangelegd door het onbewoonde Val d'Alvra waaraan de Retoromaanse naam van de pas Pass d'Alvra ontleend is.
Het Albuladal begint bij Thusis waar de river de Albula met de Rijn samenvloeit. De weg richting Tiefencastel loopt hoog boven de rivier die hier de donkere diepe Schinschlucht heeft uitgesleten waarover de drie Solisbruggen liggen. Voorbij Filisur begint het echte bergtraject. Hier ligt een tweede kloof, de Bergüner Stein. Vlak hierna ligt het laatste echte dorp voor de pashoogte, het karakteristieke bergdorp Bergün. De weg is inmiddels al wat smaller, maar nog steeds goed onderhouden. Vanaf het gehucht Preda wordt de begroeiing merkbaar dunner. Kronkelend stijgt de weg nu door het kale, met rotsblokken bezaaide, Teuvelstal. Op de 2315 meter hoge pas staat het Hospiz. Niet ver hiervandaan ligt een klein bergmeer. Talloze koeien lopen hier over de eindeloze bergweiden op de hoogvlakte van de Albula. Het is een geliefd beginpunt voor bergwandelingen naar bijvoorbeeld het noordelijker gelegen Val Es-cha en de Crap Alv
De afdaling naar het Engadindal is een stuk korter dan de andere zijde, dit is voornamelijk dankzij de hoge ligging van de dalbodem. La Punt ligt op een hoogte van bijna 1700 meter. Het vormt samen met Chamues-ch, dat op de andere oever van de rivier de Inn ligt, één gemeente. Van hieruit gaat de weg zuidelijk richting Sankt Moritz (14 km) en noordelijk richting Nauders in het buurland Oostenrijk.

## Afbeeldingen

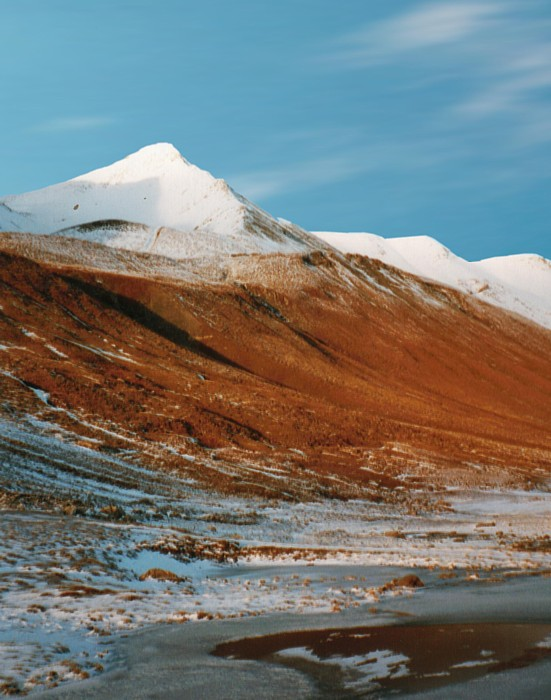
Albulapas

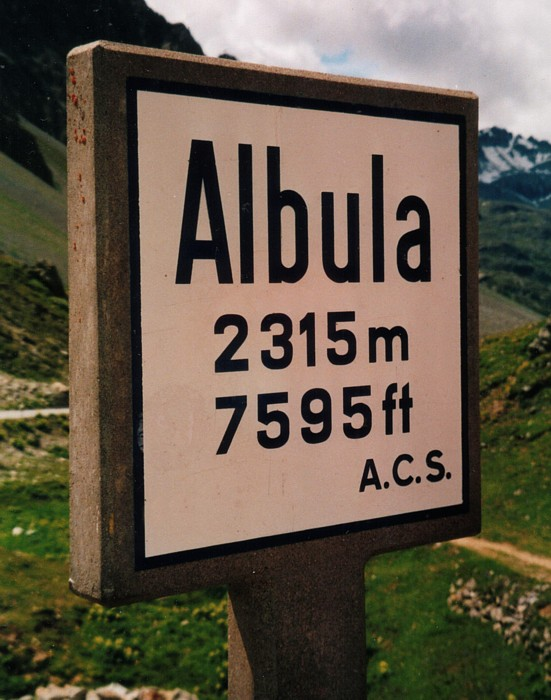
Pashoogte